# Argyrogrammana occidentalis
Argyrogrammana occidentalis is een vlindersoort uit de familie van de prachtvlinders (Riodinidae), onderfamilie Riodininae.
Argyrogrammana occidentalis werd in 1886 beschreven door Godman & Salvin.